# Edward Godal
Edward Godal (geboren vor 1917; gestorben nach 1938) war ein britischer Sketchautor, Filmproduzent und Filmregisseur.

## Leben
Godal begann seine Karriere als Sketchschreiber und wandte sich bereits Mitte der 1910er Jahre der Filmproduktion zu; so überredete er 1917 als Leiter seiner British Fotoplay Company den Music-Hall-Künstler George H. Chirgwin dazu, seinen Sketch als „Blind Boy“ für den Film aufzunehmen. Daneben betrieb er bis zum Ende des Krieges eine „Trainingsschule“ für Filmschauspieler, die Victoria Cinema Studios.
Kurz nach dem Ersten Weltkrieg war Godal für die Gesellschaft B & C Company (die Britisch and Colonial Kinematograph Company, die ihren Sitz in Walthamstow hatte) als Produktionsleiter tätig geworden. Godal wollte mit seinen Filmen auch den US-amerikanischen Markt erobern. So war er unter anderem 1920 auf Vortragsreise in den Vereinigten Staaten, wo er auch einen Verleiher für seinen Film The black spider finden wollte. Trotz Hinweisen auf amerikanische Technik und Beteiligung hatte er damit nur spärlich Erfolg.
Godal produzierte weiterhin recht großangelegte Filme; Beispiele aus späteren Jahren sind aus dem Jahr 1923 eine Version von Der Widerspenstigen Zähmung und von Scrooge und – nach Beendigung seiner Tätigkeit für B & C im Jahr 1924 – der frühe Western Adventurous Youth (1928) für seine eigene Gesellschaft Godal International Films. Für diese mit seinem Partner Sir Berkeley Vincent gegründete Produktionsfirma finanzierte er auch eine Reihe von Zweiaktern unter dem Sammeltitel The Art of Love. Große Wellen schlug eine angekündigte Zusammenarbeit mit H. G. Wells, unter dem Titel The Peace of the World, für den er auch ein Exposé schrieb; das Projekt scheiterte wohl an privaten Aversionen.
Nach dem Ende der Stummfilmära findet man nur noch den 1938 produzierten Film Chips in der Filmografie, für den er auch als Regisseur geführt wird; danach verliert sich Godals Spur.